# 賢プロダクション
株式会社賢プロダクション（けんプロダクション、英: Kenproduction Co., Ltd.）は、日本の声優事務所。日本声優事業社協議会会員。

## 概要
俳優・声優の内海賢二が1984年6月1日に設立。設立時のメンバーは内海、野村、役者2人、デスク1人の5人だった。後に経営を息子の内海賢太郎に譲り自身は会長に退いた。役員には賢二の妻で声優の野村道子がいる。
当初は四谷のワンルームマンションを拠点にしており、個人事務所に近かったという。内海が経営に無頓着だった事から、後に野村も経営に参加。
経営が安定した頃に人材の大量流出による分裂騒動に発展、マネージャー5人の内4人が退職、所属声優2人がマネージャーを連れて独立し、新事務所を立ち上げるに至った。また経理担当者との金銭トラブルも起こした。騒動を見た息子の賢太郎が1998年にアルバイトとして入社し、現在に至る。
2007年9月1日付で有限会社から株式会社へ組織変更。
スクールデュオという付属養成所を運営しているが、先述のトラブルの反省からである。
2017年3月11日に創立30年を記念して、パシフィコ横浜国立大ホールでKENPROCK Festivalを開催した。
2024年、ゲーム『魔導物語〜フィアと不思議な学校〜』にキャスティング協力として参加。賢プロが自らキャスティングを行うのは約7年ぶりとなっている。賢プロからは北田理道、小松昌平、弘松芹香、喜代原まり、大町知広、三川華月、武田太一、葵あずさ、武蔵真之介、新祐樹、北原沙弥香の11名が出演。また、40周年を記念して、2024年11月にLINE CUBE SHIBUYA にてKENPROCK Festivalを開催した。

## 所属声優

### 男性
| あ行 - 浅利遼太 (2008) - 阿部敦 (2006) - 天野宏郷 (2015) - 一条和矢 - 稲葉実 - 伊原正明 (2015) - 遠藤大智 (2007) - 大隈健太 (2012) - 大畑伸太郎 (2002) - 大原崇 (2005) - 荻野晴朗 (2004) か行 - 梯篤司 (2001) - 勝杏里 - 加藤将之 - 烏丸祐一 (2011) - 河口博 - 河田吉正 (2007) - 川田紳司 - 北沢洋 - 北田理道 (2013) - 久賀健治 - 小西克幸 - こぶしのぶゆき (2001) - 小松昌平 (2015) | さ行 - 坂本くんぺい (2007) - 相楽信頼 (2013) - 櫻井トオル (2010) - 佐々木拓真 (2015) - 佐藤拓也 (2007) - 四宮豪 (2004) - 志村知幸 - 新祐樹 (2016) - 菅原雅芳 (2010) た行 - 高口公介 - 高橋研二 (2006) - 髙橋孝治 - 滝知史 (2002) - 田久保修平 (2004) - 橘潤二 (2013) - 谷山紀章 な行 - 中博史 (2014) - 中田和宏 | は行 - 畠中祐 - 蜂須賀智隆 (2011) - 林勇 - はらさわ晃綺 - 土方優人 - 藤巻大悟 (2011) - 藤原貴弘 (2014) - 布施川一寛 (2011) ま行 - 増元拓也 (2012) - 益山武明 (2012) - 松田修平 (2014) - 最上嗣生 (2004) や行 - 箭内仁 (2006) - 矢野智也 (2012) - 横田大輔 (2015) - 吉開清人 (2007) - 代永翼 (2006) |

### 女性
| あ行 - 相川奈都姫 (2013) - 逢田梨香子 (2015) - 池田海咲 (2015) - 石松千恵美 (2002) - 伊藤静 (2003) - 伊東みやこ - いのくちゆか (2002) - イブ優里安 (2015) - 鳳芳野 - 小笠原早紀 (2012) か行 - 甲斐田裕子 (2002) - 鷄冠井美智子 (2013) - かないみか - 川上彩 (2015) - 川端麻衣 (2012) - 稀代桜子 - 喜代原まり (2013) - 古城門志帆 (2012) - 小平有希 (2004) - 小橋知子 (2005) - 小林未沙 (2010) - 小堀幸 (2013) - 合田絵利 (2010) - 後藤麻衣 | さ行 - 斎賀みつき - 齋藤綾 (2013) - さとうあい - 渋谷彩乃 (2015) - 嶋崎はるか - 嶋村侑 - 清水はる香 (2014) - 〆野潤子 (2005) - 下田岺易 (2007) - 下山田綾華 (2011) - 白川万紗子 - 末柄里恵 (2012) - 鈴木弘子 た行 - 高橋里枝 (2007) - 津田匠子 - 寺崎裕香 (2022) - 藤堂真衣 - 富樫美鈴 - 冨田泰代 - 友川まり - 百々麻子 | な行 - 内藤有海 - 中村知子 - 生天目仁美 (2004) - 西墻由香 (2004) - 野中民美代 - 野村道子（相談役） は行 - 長谷川暖 (2015) - はやみけい - ひと美 - 日野未歩 (2004) - 平井祥恵 (2011) - 平松晶子 - 廣瀬仁美 (2004) - 福島桂子 - 藤田茜 (2013) - 藤村歩 ま行 - 松村淑子 - 松元惠 (2003) - 丸山有香 (2012) や行 - 山口享佑子 (2005) - 山崎みちる |

### 男性（ジュニア）
| あ行 - 岩沢一哉 (2021) - 梅田修一朗 (2018) - 江頭宏哉 (2019) - 大町知広 (2016) か行 - 柿田よしくに (2023) - 観世智顕 (2018) - 菊田千瑛 (2024) - 木村太飛 (2021) - 小石澤蓮 (2025) | さ行 - 澤田龍一 (2019) - 篠原彰宏 (2020) - 鷲見昂大 (2017) た行 - 武田太一 (2018) - 竹中悠斗 (2023) - 田中光 (2019) - 谷口誠太郎 (2020) な行 - 長嵜一帆 (2024) - 中村源太 (2018) | は行 - はなみ竜司 - 福西勝也 (2017) - 古田一晟 (2018) ま行 - 松永郁歩 (2022) - 丸中康司 (2020) - 美斉津恵友 (2018) - 武蔵真之介 (2016) や行 - 吉田丈一郎 (2017) - 吉原光 (2019) |

### 女性（ジュニア）
| あ行 - 葵あずさ (2021) - 碧乃梨心 (2024) - 綾瀬未来 (2023) - 石川藍 (2019) - 漆山ゆうき (2019) - 遠藤さき (2021) - 大熊和奏 (2022) - 荻野佳奈 (2021) か行 - 金田愛 (2018) - 菊池ゆりな (2024) - 北原沙弥香 (2016) - 城戸まどか (2018) - 小白川愛菜 (2020) - 木花藍 (2023) | さ行 - 新藤みなみ (2022) - 菅沼千紗 (2016) た行 - 鷹雄葉月 (2019) - 高瀬彩雛 (2024) - 竹島レナ (2022) | な行 - 永井真里子 (2016) - 央林幸 (2025) - 夏見涼子 (2022) - 夏吉ゆうこ (2018) - 野村麻衣子 (2016) は行 - 羽澄なな (2024） - ハートル実沙 (2020) - 日南歩乃華 (2024) - 弘松芹香 (2016) - 舩津丸葵 (2020) ま行 - 茉宮綾香 (2024) - 三浦千幸 (2018) - 三日尻望 (2017) - 三川華月 (2020) - 宮古風佳 (2024) - 望月ゆみこ (2022) - 森彩香 (2021) - 森谷彩子 (2018) や行 - 屋根下怜生 (2021) - 吉澤悠 (2021) |

## キャスティング協力作品
- ムーンライトシンドローム（1997年）
- タイムレンジャー セザールボーイの冒険 ローマ帝国編（1999年）
- 幻想水滸伝IV（2004年）
- かいけつゾロリシリーズ
  - かいけつゾロリ（2004年）
  - まじめにふまじめ かいけつゾロリ（2005年）
  - もっと!まじめにふまじめ かいけつゾロリ（2020年）
- こてんこてんこ（2005年）
- 武蔵伝II ブレイドマスター（2005年）
- アイドル雀士スーチーパイIIIRemix（2007年）
- Wii Fit（2007年）
- アークライズファンタジア（2009年）
- ゼルダの伝説 大地の汽笛（2009年）
- スターフォックス64 3D（2011年）
- ファイナルファンタジー零式（2011年）
- ゼルダの伝説 スカイウォードソード（2011年）
- キキトリック（2012年）
- Glass Heart Princess（2012年）
- 豪華3本立て!トミカ・プラレール映画まつり（2013年）
- ゼルダの伝説 神々のトライフォース2（2013年）
- パックワールド（2014年）
- 妖怪ウォッチシリーズ（2014年 - 2019年）
- 大乱闘スマッシュブラザーズ for Nintendo 3DS / Wii U（2014年）
- 真・三國無双7 Empires（2015年）
- 僕のヒーローアカデミアシリーズ（2016年）
- スターフォックス ゼロ（2016年）
- DAYS（2016年）
- ゼルダの伝説 ブレス オブ ザ ワイルド（2017年）
- Ever Oasis 精霊とタネビトの蜃気楼（2017年）
- 新幹線変形ロボ シンカリオンシリーズ
  - 新幹線変形ロボ シンカリオン　THE ANIMATION（2018年）
  - 新幹線変形ロボ シンカリオンZ（2021年）
  - シンカリオン チェンジ ザ ワールド（2024年）
- トミカ絆合体 アースグランナー（2020年）
- マジカパーティ（2021年）
- 冒険大陸 アニアキングダム（2023年）
- 株式会社マジルミエ（2024年）
- 魔導物語〜フィアと不思議な学校〜（2024年）

## 声優ユニット

### VvoxX
メンバー
- 稲川英里
- 北原知奈
- 内藤有海
- 藤田茜

### INTEGRAL
メンバー
- 北沢洋（KITACK）
- 伊原正明（MASA）
- 中村源太（GEN）
- 江頭宏哉（HIRO）
- 弘松芹香（SERY）
- 綾瀬未来（MIKU）

## 賢プロダクションから独立した芸能事務所
- リマックス（1997年）
- オフィスPAC（2003年）
- AIR AGENCY（2006年）